# واردنیس
واردنیس (به ارمنی: Վարդենիս) یک شهر در ارمنستان است که در استان گغارکونیک واقع شده‌است. واردنیس در  کیلومتری شمال گاوار، مرکز استان گغارکونیک واقع شده است.

## تاریخچه
از سال ۱۸۳۰ توسط مهاجران ارمنی از ارمنستان غربی مسکونی شد؛ و نام‌های تاریخی این شهر، واساکاشِن (تا سال ۱۹۶۹) بوده‌است.

## جغرافیا و آب و هوا
شهر واردنیس در استان گغارکونیک و در کرانه‌های جنوبی دریاچهٔ سِوان واقع شده‌است.
واردنیس ۱۰ کیلومترمربع مساحت و ۱۲٬۶۸۵ نفر جمعیت دارد و ۱٬۹۴۳ متر بالاتر از سطح دریا واقع شده‌است.  

## نگارخانه

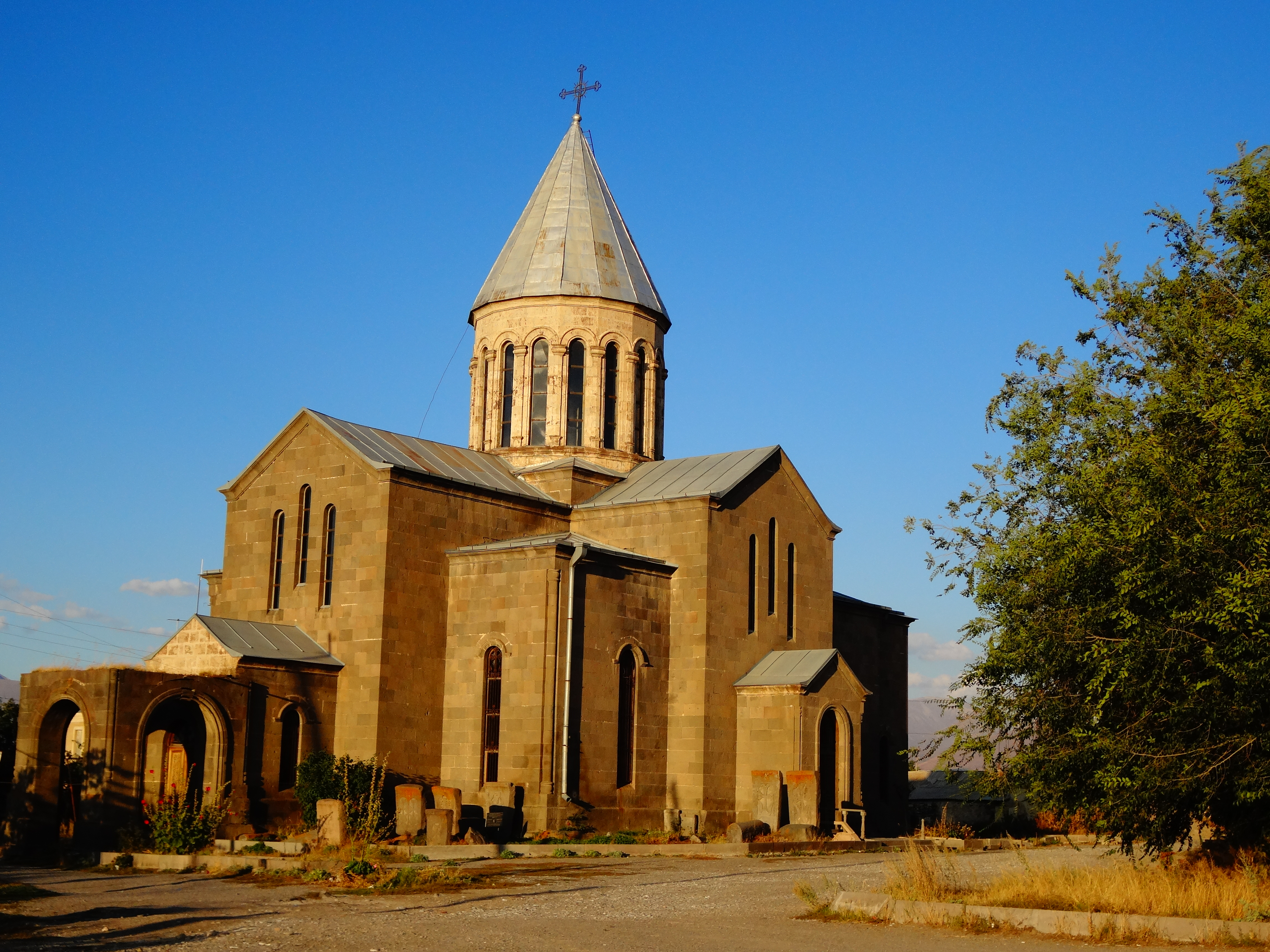
کلیسای Surp Astvatsatsin
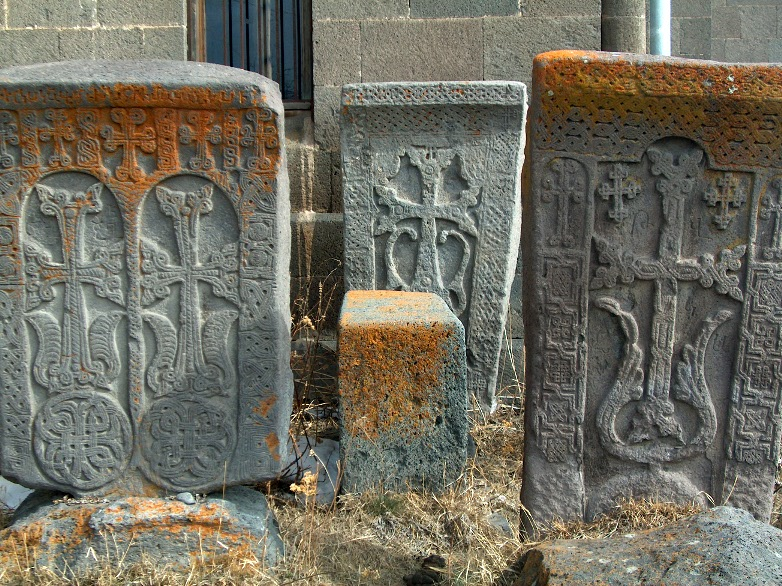
خاچکارهای دوره قرون وسطی نزدیکی کلیسای Surp Astvatsatsin
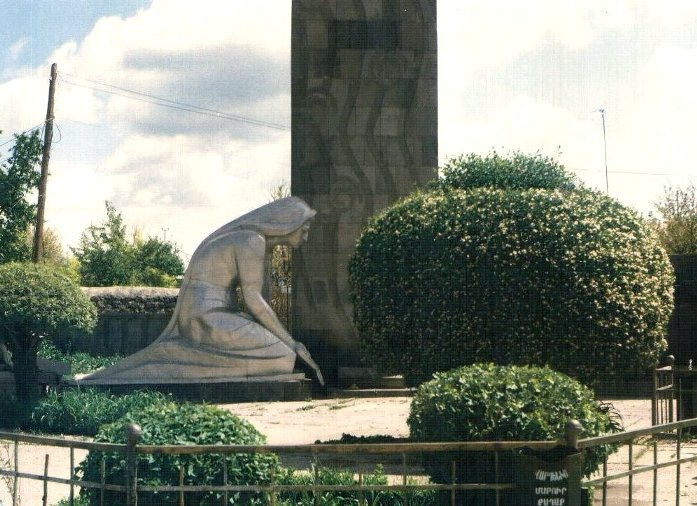
بنای یادبود برای سربازان کشته شده در مرکز واردنیس